# Krzysztof Hołowczyc

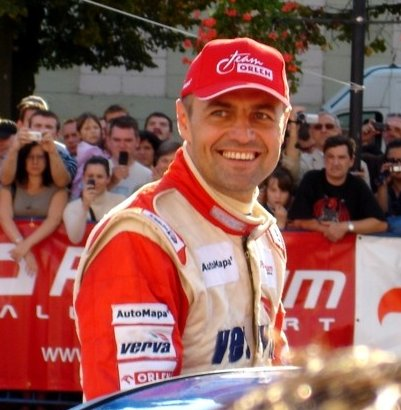
Krzysztof Hołowczyc

Krzysztof Wiesław Hołowczyc (* 4. června 1962 Olštýn) je polský profesionální řidič rallye a také politik za Občanskou platformu v Evropském parlamentu (2007–2009). Účastnil se také známé soutěže Rallye Dakar. Několikrát vyhrál polskou rallye. V současné době se také věnuje bezpečnosti dopravy. Jeho hlas je známý především tím, že ho používá celá řada dopravních navigací.